# Прос Ти Ники
„Прос ти Ники“ (на гръцки: Προς τη Νίκη, в превод Към победата) е гръцки емигрантски комунистически вестник, издаван в Ташкент, СССР от 1949 до 1956 година.
Подготвян е от политическото ръководство на политическата емиграция от Гърция и разпространяван във всички нейни центрове. Страница е списвана на скопска литературна норма.